# Bohdalec
Bohdalec (en allemand : Bochdaletz) est une commune du district de Žďár nad Sázavou, dans la région de Vysočina, en République tchèque. Sa population s'élevait à 281 habitants en 2020.

## Géographie
Bohdalec se trouve à 10 km au sud de Nové Město na Moravě, à 14 km au sud-est de Žďár nad Sázavou, à 36 km à l'est-sud-est de Jihlava à 135 km à l'est-sud-est de Prague.
La commune est limitée par Obyčtov, Hodíškov et Řečice au nord, par Podolí et Radešín à l'est, par Bobrůvka et Sklené nad Oslavou au sud, par Rousměrov au sud-ouest, et par Ostrov nad Oslavou à l'ouest.

## Histoire
La première mention écrite de la localité date de 1393.

## Transports
Par la route, Bohdalec se trouve à 13 km de Nové Město na Moravě, à 15,5 km de Žďár nad Sázavou, à 43 km de Jihlava et à 149 km de Prague.